# Orchestre du XVIIIe siècle
L'Orchestre du XVIIIe siècle (en néerlandais : Orkest van de Achttiende Eeuw, en anglais : Orchestra of the Eighteenth Century) est un ensemble instrumental néerlandais fondé en 1981 et spécialisé dans l'exécution de la musique du XVIIIe siècle sur instruments anciens.

## Historique
L'orchestre a été fondé par Frans Brüggen et Sieuwert Verster en 1981.
Bien qu'il ne possédât pas de titre formel dans l'orchestre, Brüggen servit de facto de chef principal depuis la fondation de l'orchestre jusqu'à sa mort en 2014, le cofondateur Sieuwert Verster remplissant le rôle de manager de l'orchestre.
Soutenu financièrement à ses débuts par des amis répartis dans le monde entier, par la Fondation Prince Bernhard et par des subsides du gouvernement néerlandais, l'orchestre bénéficia ensuite du parrainage de plusieurs grandes entreprises.

## Dénomination
L'Orchestre du XVIIIe siècle est un des rares ensembles baroques à avoir traduit son nom dans les différentes langues, comme l'indique son site internet :
- Orkest van de Achttiende Eeuw, en néerlandais ;
- Orchestra of the Eighteenth Century, en anglais ;
- Orchestre du XVIIIe siècle, en français ;
- Orkester des 18. Jahrhunderts, en allemand ;
- Orchestra del Settecento, en italien ;
- Orquesta del Siglo XVIII, en espagnol ;
- Orquestra do Século XVIII, en portugais;
- 18. Vuosisadan Orkester, en finnois ;
- Orkiestra XVIII Wieku, en polonais.

## Effectif
L'orchestre comprend une soixantaine de membres, venant de vingt-deux pays différents, qui sont tous spécialistes de la musique du XVIIIe siècle ou du début du XIXe siècle et jouent tous sur des instruments anciens ou sur des copies modernes d'instruments anciens.
Le groupe a été formé comme un collectif, ce qui fait que les membres de l'orchestre et le chef d'orchestre reçoivent une part égale des gains générés par les concerts.
L'orchestre n'auditionne pas ses futurs membres, leur recrutement se faisant par la méthode du bouche-à-oreille.

## Discographie
L'Orchestre du XVIIIe siècle a beaucoup enregistré sur le label Philips Classics, y compris des symphonies de Beethoven, de Mozart et de Haydn, avant de se tourner vers le label Glossa.